# Neolindbergia deningeri
Neolindbergia deningeri là một loài Rêu trong họ Pterobryaceae. Loài này được Herzog miêu tả khoa học đầu tiên năm 1916.